# مسجد أهل الكهف (اليمن)
مسجد أهل الكهف هو مسجد تاريخي في اليمن يعتقد أنه بني على رفات أهل الكهف، بني المسجد على قمة ترتفع 3000 متر على سطح البحر في قرية المعقاب الواقعة في أعلى قمة لجبل صبر بمحافظة تعز، ويعد تاريخ إنشاء المسجد مجهولا.

## الكهف
في داخل المسجد يوجد قفص بجوار المحراب يفصل بين عين الماء والمسجد ومدخل الكهف الواقع بينهما والذي يعتقد أنه مدخل الكهف المذكور في القرآن.تؤكّد الشّواهد والكتب التّاريخيّة أنّ مسجد أهل الكهف يعود لموضع أهل الكهف حقيقة في اليمن، وفي سبيل ذلك قال الخبير والباحث الأثريّ عبدالإله شمسان إنّ المؤرّخ اليمنيّ ( أبو الحسن الهمدانيّ) يشير في كتابه صفة جزيرة العرب إلى أنّ مدينة أفسوس الّتي هرب إليها أصحاب الكهف من استبداد الإمبراطور دقيانوس حاكم مملكة الجند حاليّا، والّتي تبعد 21 كيلو مترا شمال شرقيّ مدينة تعز. 

## موقع المسجد
يتطابق موضع المسجد مع شروق الشّمس وغروبها بما يتوافق مع القصّة المذكورة في القرآن الكريم،    ويحتوي على قفص بجانب المحراب يفصل موضع المغارة أو الكهف الّذي يقع بين المسجد وعين الماء بين اتّجاهي الشّرق والغرب. وزاد ذلك تعلّق النّاس بالأساطير المنسوجة حول مسجد أهل الكهف إلى حدّ الاعتقاد بأنّه" هو نفسه "المذكور في القرآن الكريم.

## بناء المسجد
بُني المسجد بشكله الحاليّ على الطّراز الرّسوليّ وتُجمع الآراء العلميّة والتّاريخيّة على أنّ تاريخ بناء المسجد بشكله الحاليّ يعود إلى حقبة الدّولة الرّسوليّة الّتي اهتمّت ببناء المساجد، وأنّه شُيّد بصفته  مسجد ومدرسة في الوقت نفسه نتيجة اهتمام ملوك الدّولة الرّسوليّة بالعلم والدّين، وهما الأساس الّذي قامت عليه الدّولة الّتي حكمت خلال الفترة بين عامي 1229 و 1454 ميلاديًّا، وأسّسها عمر بن رسول، ونشرت نفوذها على المساحة الممتدّة من ظفار حتّى الحجاز، واتّخذت من مدينة تعز عاصمة لها. 

## تاريخ
- تاريخ تأسيس المسجد مجهول ولكن أعيد بناء المسجد خلال حقبة الدولة الرسولية الممتدة من عام 1229 إلى 1454م.[1]
- سنة 1593 أمر الحاكم العثماني للواء تعز حسين بن حسن باشا برصف الطريق المؤدي إلى المسجد.[1]